# Mesosemia osinia
Mesosemia osinia är en fjärilsart som beskrevs av Pieter Cramer 1777. Mesosemia osinia ingår i släktet Mesosemia och familjen Riodinidae. Inga underarter finns listade i Catalogue of Life.